# 1459 az irodalomban
Az 1459. év az irodalomban.

## Születések
- február 1. – Conrad Celtes német humanista, költő († 1508)

## Halálozások
- március 3. – Ausiàs March, a középkori katalán irodalom egyik legjelentősebb lírai költője (* 1397 körül)
- október 30. – Poggio Bracciolini itáliai humanista, író, történetíró, fordító, a Firenzei Köztársaság kancellárja (* 1380)